# Список умерших в 776 году

## Март
- 8 марта — Хеддо, аббат Мюнстерского (725—734) и Райхенауского монастырей (727—734), епископ Страсбурга (734—776).

## Дата смерти неизвестна или требует уточнения
- Ибрахим ибн Адхам, один из наиболее известных ранних суфийских аскетов, суннит, ханафит.
- Исмонд, легендарный первый франкский граф Брешиа (774—776).
- Келлах мак Дунхада, король Лейнстера (760—776).
- Ротгауд, герцог Фриуля (774—776).